# Lorenzo Veglia
Lorenzo Veglia, auch bekannt unter dem Pseudonym Romeo Luciano, (* 7. Oktober 1996 in Rivoli) ist ein italienischer Automobilrennfahrer. Er startete 2015 in der TCR International Series.

## Karriere

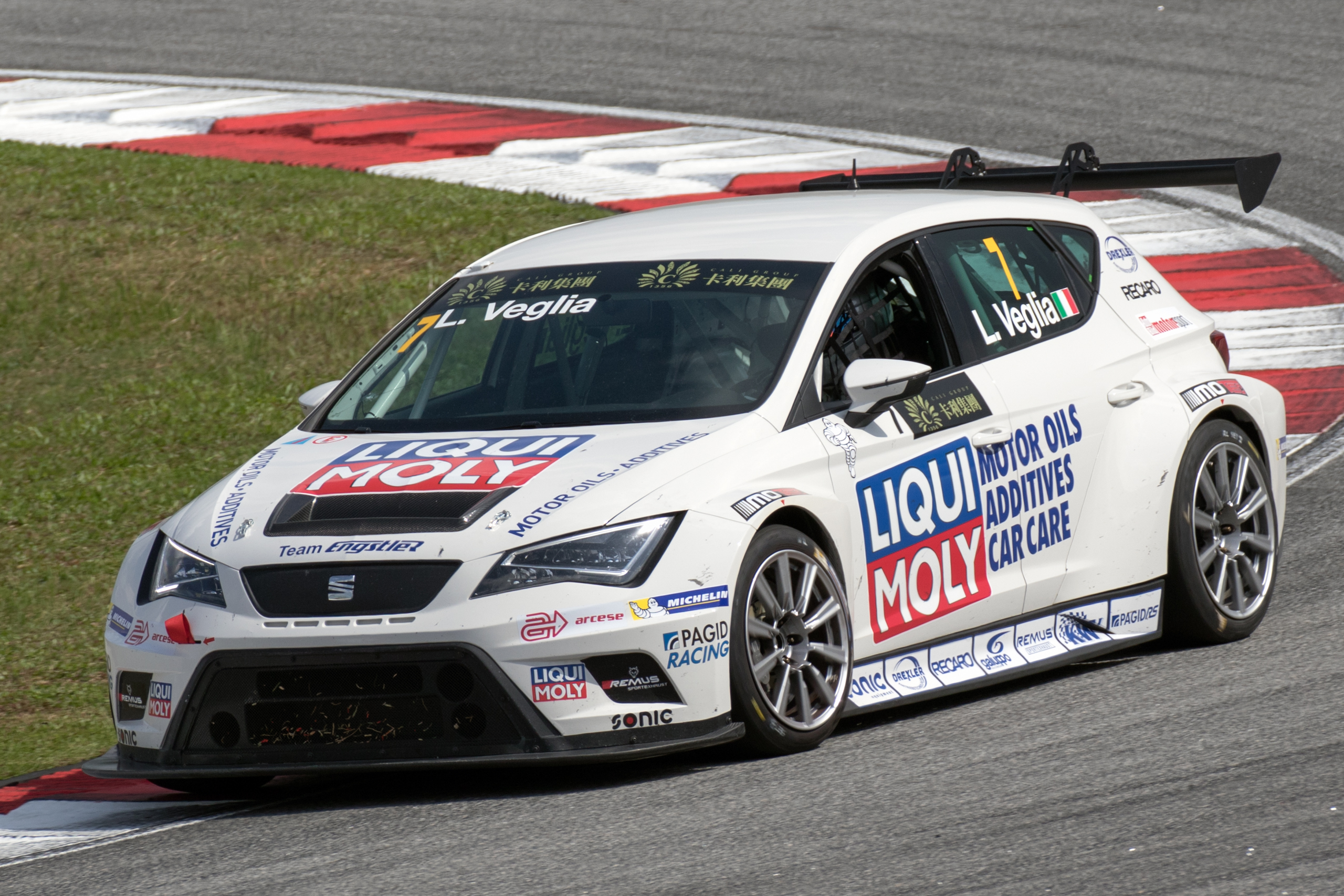
Lorenzo Veglia beim Rennen zur TCR International Series 2015 in Sepang

Veglia begann seine Motorsportkarriere 2013. Unter dem Pseudonym Romeo Luciano ging er im European Touring Car Cup (ETCC) an den Start und wurde Vierter in der Super-1600-Klasse. Bei allen anderen Rennen verwendete Veglia seinen richtigen Namen. 2013 fuhr er überdies im italienischen Green Hybrid Cup und wurde dort Sechster. 2014 erhielt Veglia ein Cockpit bei Target Competition im Seat Leon Eurocup. Mit einem dritten Platz als bestem Ergebnis erreichte er den zwölften Gesamtrang.
2015 wechselte Veglia zum Liqui Moly Team Engstler in die neugegründete TCR International Series. Er fuhr zwei Fahrzeuge von unterschiedlichen Marken und trat zu einer Veranstaltung nicht an. Ein dritter Platz war sein bestes Ergebnis. Die Saison beendete er auf dem zehnten Platz in der Fahrerwertung.

## Statistik

### Karrierestationen
| - 2013: ETCC, Super 1600 (Platz 4) - 2013: Italienischer Green Hybrid Cup (Platz 6) - 2014: Seat Leon Eurocup (Platz 12) - 2015: TCR International Series (Platz 10) |

### Einzelergebnisse in der TCR International Series
| Jahr | Team                     | 1   | 2   | 3   | 4   | 5   | 6   | 7   | 8   | 9   | 10  | 11  | 12  | 13  | 14  | 15  | 16  | 17  | 18  | 19  | 20  | 21  | 22  | Punkte | Rang |
| ---- | ------------------------ | --- | --- | --- | --- | --- | --- | --- | --- | --- | --- | --- | --- | --- | --- | --- | --- | --- | --- | --- | --- | --- | --- | ------ | ---- |
| 2015 | Liqui Moly Team Engstler | SEP | SEP | SHA | SHA | VAL | VAL | POR | POR | MNZ | MNZ | SAL | SAL | SOC | SOC | SPI | SPI | SIN | SIN | BUR | BUR | MAC | MAC | 85     | 10.  |
| 2015 | Liqui Moly Team Engstler | 10  | 11  | 11  | 8   | 10  | 7   | 34  | DNF | 7   | 8   | 7   | 11* |     |     | 8   | 7   | 8   | 6   | 7   | 5   | 9   | DNF | 85     | 10.  |